# Hadadezer (Ben-Hadad II)
Hadadezer (akad. Adad-Idri, w Biblii znany jako Ben-Hadad, hebr. ‏בֶּן-הֲדַד‎) – król Aramu-Damaszku, wspominany w Starym Testamencie i źródłach asyryjskich. Panował od ok. 865 p.n.e. do ok. 842 p.n.e. Syn lub wnuk Ben-Hadada I.
Według Biblii walczył z królestwem Izraela rządzonym przez Achaba. Podczas pierwszej kampanii oblegał Samarię, jednak nie udało mu się jej zdobyć, natomiast podczas drugiej doznał klęski pod Afek i dostał się do niewoli. Zdaniem części biblistów opis tak dotkliwej klęski Aramejczyków odnosi się do czasów późniejszych, okresu rządów Ben-Hadada III w Aramie i Joasza w Izraelu. Wkrótce potem Hadadezer stanął na czele koalicji, która pokonała Asyryjczyków w bitwie pod Karkar (853 p.n.e.). Według źródeł asyryjskich wystawił w niej 1200 rydwanów, 1200 jeźdźców i 20 000 piechoty. W skład koalicji wchodził również Achab. Później znów walczył z Achabem i pokonał go w bitwie pod Ramot w Gileaddzie, w której król Izraela poległ. Miał również bez powodzenia oblegać Samarię w okresie rządów Jorama. Dokonał też reform wewnętrznych, zastępując lokalnych królów-wasali mianowanymi namiestnikami. Został zamordowany przez swego sługę Chazaela, który przejął tron.